# Tephritohypotyphla
Tephritohypotyphla är ett släkte av tvåvingar. Tephritohypotyphla ingår i familjen Pyrgotidae.
Kladogram enligt Catalogue of Life:
| Tephritohypotyphla | \| \| Tephritohypotyphla biseta \| \| \| \| \| \| Tephritohypotyphla masaiensis \| \| \| \| |
|                    | \| \| Tephritohypotyphla biseta \| \| \| \| \| \| Tephritohypotyphla masaiensis \| \| \| \| |
|                    | Tephritohypotyphla biseta                                                                   |
|                    |                                                                                             |
|                    | Tephritohypotyphla masaiensis                                                               |
|                    |                                                                                             |